# Chính khách độc lập
Chính trị gia độc lập hay chính trị gia không đảng phái là một cá nhân nhà chính trị không liên kết với bất kỳ đảng chính trị nào. Có rất nhiều lý do để một người ra tranh cử với tư cách ứng viên độc lập.
- Họ có thể ủng hộ hay bác bỏ các chính sách khác với quan điểm chung của các đảng phái chính trị.
- Ở một số địa phương trên thế giới, cử tri có truyền thống lựa chọn ứng viên độc lập, do đó nếu tranh cử với tư cách một đảng chính trị sẽ làm mất lợi thế của ứng viên ấy.
- Tại một vài quốc gia (điển hình là nước Nga) một chính đảng chỉ có thể đăng ký tranh cử khi có số lượng thành viên đủ lớn ở nhiều hơn một địa phương, trong khi đó ở nhiều địa phương số cử tri cho đảng ấy lại quá ít.
- Ở một vài quốc gia khác (như Kuwait), các đảng chính trị được coi là bất hợp pháp và tất cả các ứng viên phải ra tranh cử với tư cách độc lập.[1]

Một vài chính trị gia có thể ủng hộ hay liên kết với một chính đảng, có thể là cựu thành viên hay có cùng quan điểm với đảng này, nhưng lại chọn không ra tranh cử lấy tên đảng này. Đôi khi họ không thể ra tranh cử chỉ vì chính đảng kia đã đề cử một ứng viên khác, buộc họ phải tự ứng cử. Một số chính khách có thể là thành viên của một đảng ở cấp quốc gia, nhưng khi ra tranh cử các cấp thấp hơn (như thị trưởng hay hội đồng địa phương), họ lại tự ứng cử vì không muốn bị lệ thuộc vào chính sách của đảng đó.
Khi ra tranh cử cho một chức vụ công cộng, các ứng viên độc lập thỉnh thoảng chọn hình thành một đảng hay liên minh với các ứng viên độc lập khác, và có thể đăng ký chính thức đảng hay liên minh của họ. Ngay cả khi dùng từ "độc lập", các liên minh này thường có những điểm chung với một đảng chính trị, nhất là khi có một tổ chức cần chấp nhận các ứng viên "độc lập".

## Việt Nam
Trong 868 người tham gia ứng cử đại biểu Quốc hội năm 2021, có 74 người không phải là thành viên Đảng Cộng sản Việt Nam. Mặt trận Tổ quốc Việt Nam, đơn vị giới thiệu ứng viên cho cuộc bầu cử Quốc hội, kiến nghị tăng tỷ lệ người ngoài Đảng tham gia Quốc hội đạt 25-50 đại biểu.